# 巴育·占奥差
巴育·占奥差（皇家轉寫：Prayut Chan-o-cha，發音：[prā.jút tɕān.ʔōː.tɕʰāː] ⓘ；1954年3月21日—），泰国退伍軍人，現任泰國樞密院議員，曾任泰國總理、國防部部長、皇家陸軍上將與全國維持和平秩序委員會主席（軍政府）。其為國王普密蓬·阿杜德在位期間最後一任總理，亦是國王玛哈·哇集拉隆功即位後首任總理。

## 政治及军事生涯
毕业于朱拉隆功皇家军事学院。在步兵第21团服役。2002年升任步兵第2师副师长，2003年任师长。2005年升任第1军副军长，2006年任军长。2008年－2009年任陆军总参谋长。
巴育自2010年10月至2014年10月任泰国皇家陆军总司令，被看作是政府中强硬的亲皇室保守派，是时任首相他信·西那瓦的政敌之一，在2009年泰国政治動蕩以及2010年泰国反政府示威中，他最初倾向于武力镇压示威者，但后来他的态度转变温和，试图与示威者的家属进行谈判，并尝试与于2011年7月议会选举中获胜的英拉·西那瓦政府合作。
2013年泰国爆发政治危机之时，巴育作为军方代表人物之一，声称军方会保持中立，不会发动政变，惟在英拉·西那瓦政府決定提前大選，並在2014年2月在反對派杯葛抵制下繼續舉行大選後，巴育開始轉變態度。

### 非军事活动
在2006年泰国军事政变之后，巴育被任命为国民大会的一员。他加入了其中的环境与自然资源委员会。巴育是不少公司中执行董事会的一员，包括一家国家电力公司，都会电力机关（MEA）。2007至2010年间他是泰国石油有限公司的独立董事。2010年10月7日起他成为泰国军人银行的董事和陆军联足球会主席。2013年5月，巴育以600百万铢卖出位于曼谷郊区的9个地块给一家名为69地产的公司。随后记者便询问他此事，巴育表示：“那些地从我小时候起便属于我，属于我的父亲。有什么问题呢？请停止对我的批评。”
2014年9月4日，在国立反腐委员会上对他的资产进行了披露，他列出了1.286亿铢的资产。他的资产包括一辆梅賽德斯賓士S600L，一辆BMW740Li sedan，3辆其他的车辆。9只价值300万铢的昂贵钟表，价值20万美元的珠宝和数把手枪。他也被报道为向其他家庭成员转账4.665亿铢。在他陆军总司令任期结束后，他得到了1.4百万铢的年薪。自2014年掌权后，巴育开始出现在一个叫“自皇家哲学的稳定发展”的每周节目。

## 軍事政變與步入政壇

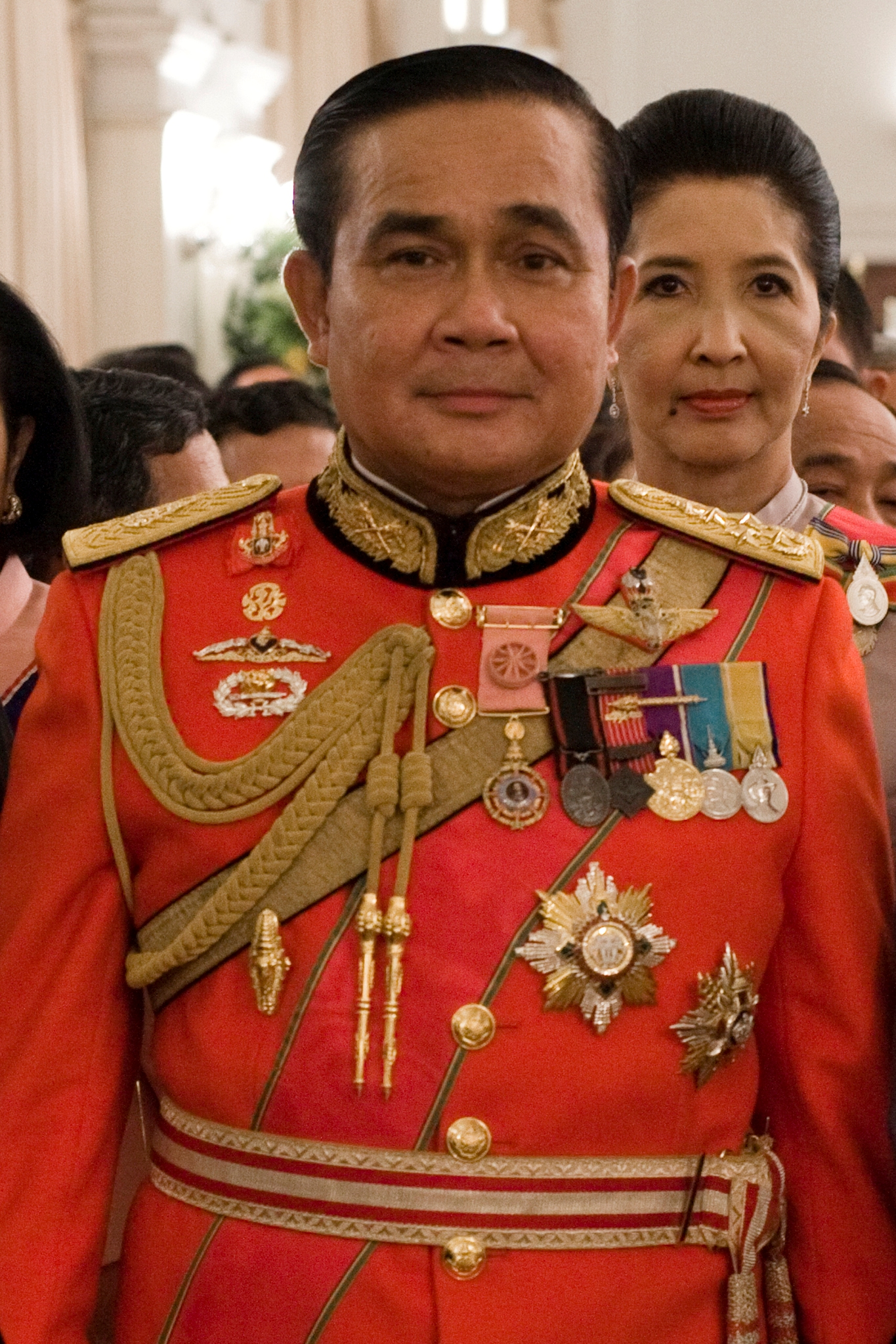
時任陸軍總司令帕拉育（攝於2011年）

2013-2014泰国政治危机时期，巴育试图将各大党达成和解。当失败后，他于2014年5月22日发动了一场推翻英叻·钦那瓦的看守政府的军事政变。英拉自身于先前被法庭解除职务，而尼瓦塔隆·汶颂派讪为当时的代首相。在政变后，巴育強行廢除了2007年泰国宪法，建立并主导了全国维持和平与秩序委员会来掌控国家。巴育迅速镇压了反对的声音。他掌控了媒体，建立了因特网审查制度，颁布了全国范围的宵禁政策，禁止5人及以上的集会，并且逮捕了要求言论自由的政治家和反政变活动家们。他们中的一些人被以煽动罪名起诉并被送入军事法庭审判。
2014年7月22日，巴育颁布了临时宪法，这包庇了他发动政变的罪責并授与他完全执政的獨裁权力。2014年7月31日，国民大会按照此宪法開議。然而此国民大会的議員多数为高级军官，且为巴育亲手挑出，議员中还包括了他的弟弟。此由巴育亲信组成的国民大会随后一致通过巴育为新任总理。他于2014年8月24日正式就任为总理。于是，巴育同时身兼三職：陆军总司令，全国维持和平与秩序委员会主席和泰国總理，直至2014年10月結束泰国皇家陆军总司令任期。
即使巴育宣称政变是为了反腐败，然而他的内阁閣员与国民大会中的一些議員（包括他的兄弟Pree Chan-o-cha和总理府大臣M.L. Panadda Diskul）也有各种腐败丑闻。巴育随后便禁止了各种对其政府的批判。2015年2月他解释道：“若国民要参与民意调查，我悉听尊便。但若调查反对全国维持和平与秩序委员会，那便是违规的。”作为全国维持和平与秩序委员会首领与政府首脑，巴育将军每月领得12万5,590铢的薪水。而其他的全国维持和平与秩序委员会委员每月薪水为11万9,920铢，而这些是额外的薪水。
他于2014年10月16日在米兰召开的第10届亚欧会议（ASEM）的出席引起了民众的抗议。

## 總理生涯
就任后，巴育开始獨裁統治打压异见人士，要求学校学生背诵他拟定的“十二条价值观”，并禁止公开批评军政府以及讨论民主改革。有別於對上一次2006年泰國軍事政變後軍政府只是臨時掌權的暫時性質，巴育有意長期執政，並希望終結長達十年泰國親他信及反他信的政治鬥爭。在2016年，他「要求」民眾給予他多兩年時間執政。同年因泰王去世，巴育亦順理成章繼續主政，並延後至2018年底舉行大選。
2017年10月12日，巴育領導的泰國軍政府宣布2018年11月舉行大選。之後巴育又表示，大選確實舉行日期將於2018年6月宣布。軍政府過去曾兩度宣佈選舉時間，但其後又以修改憲法與安全議題等問題為藉口，將選舉時間拖延。泰國國王玛哈·哇集拉隆功4月簽署新憲法草案，宣布該國第20部憲法頒布實施。軍方編撰的新憲法內容引起極大爭議，包括了一個為軍方量身訂制的比例制投票，減少主要政黨的影響力。各派批抨，新憲法有加強軍方在國會地位的作用。
2018年，巴育宣稱因國會議員選舉法的立法進度落後，大選又將延到2019年2月，數度延期的大選日遙遙無期。最終延至3月下旬才肯舉行大選。

### “还民幸福”演讲
2014年5月30日，巴育在国立电视台上首次发表系列性周五晚演说。他的演讲占用了原先普通广播，包括泰国肥皂剧的时间，巴育有时演讲会超过一个小时，他解释政府的政策，警告媒体停止传播反对他的观点，抱怨人民不够重视他。他曾表示：“有时我觉得我有些被忽略。我不确定你们是否有看或听取我们发布的信息。”2015年3月，巴育表明该次的周五晚演说会被缩短至20或30分钟，并包括他的部属讲话。他说：“我已受够长时间的演讲，所以从今开始，我会减少我每周五的「还民幸福」演讲时长，并将让我的部属们在节目中对各个议题发表讲话。”

### 44号协议
2015年3月31日，巴育宣布他已在逐步走必要程序来请国王许可撤销自2014年5月政变后便存在的军事法律，并以临时宪法的44号协议以取代之。44号协议授权军部主席颁布“任何命令来抑制”任何“暗中破坏公共安全与国家安全秩序、国王、国家经济、或国家事务管理局，不管是否发生在国内”的活动。《曼谷日报》评论道：“此章节没有局促，没有疏忽，没有检查或是平衡，也没有惩罚。它直率地表明了全国维持和平与秩序委员会首领的一切行为都是”合法的、合乎宪法的、决定性的”。“44号协议本质上表明了巴育便是法律…这协议需要被附加军部首领也能坚持无限地处于绝对权位之上的条款。”巴育向记者声稱他不会用44号协议去侵犯任何无辜民众的公民权利。“如果你没有『行差踏错』，为何要紧张呢？”据44号协议，首相无需在发表号令前向政府报告，但必须“不拖延地”通知临时国会。2016年8月，在OAG做出不规则行为之后，44号协议被用于強行撤職曼谷民選市长Sukhambhand Paribatra。

### 公民自由
2015年2月，巴育宣布他有权强制关闭媒体。同年3月，当被问及政府会如何处理不遵守政府法律的记者的时候，巴育的立场变得更为严厉， 「我们可能会处死他们。」巴育不带一丝微笑地如是说道…「你不必要支持政府，但你应该『报道真相』」一位前陆军总司令说道，他告诉记者们要以一种促进国内矛盾和解的方式进行报道。”他的这番话语迅速被国际记者联盟（IFJ）非难。

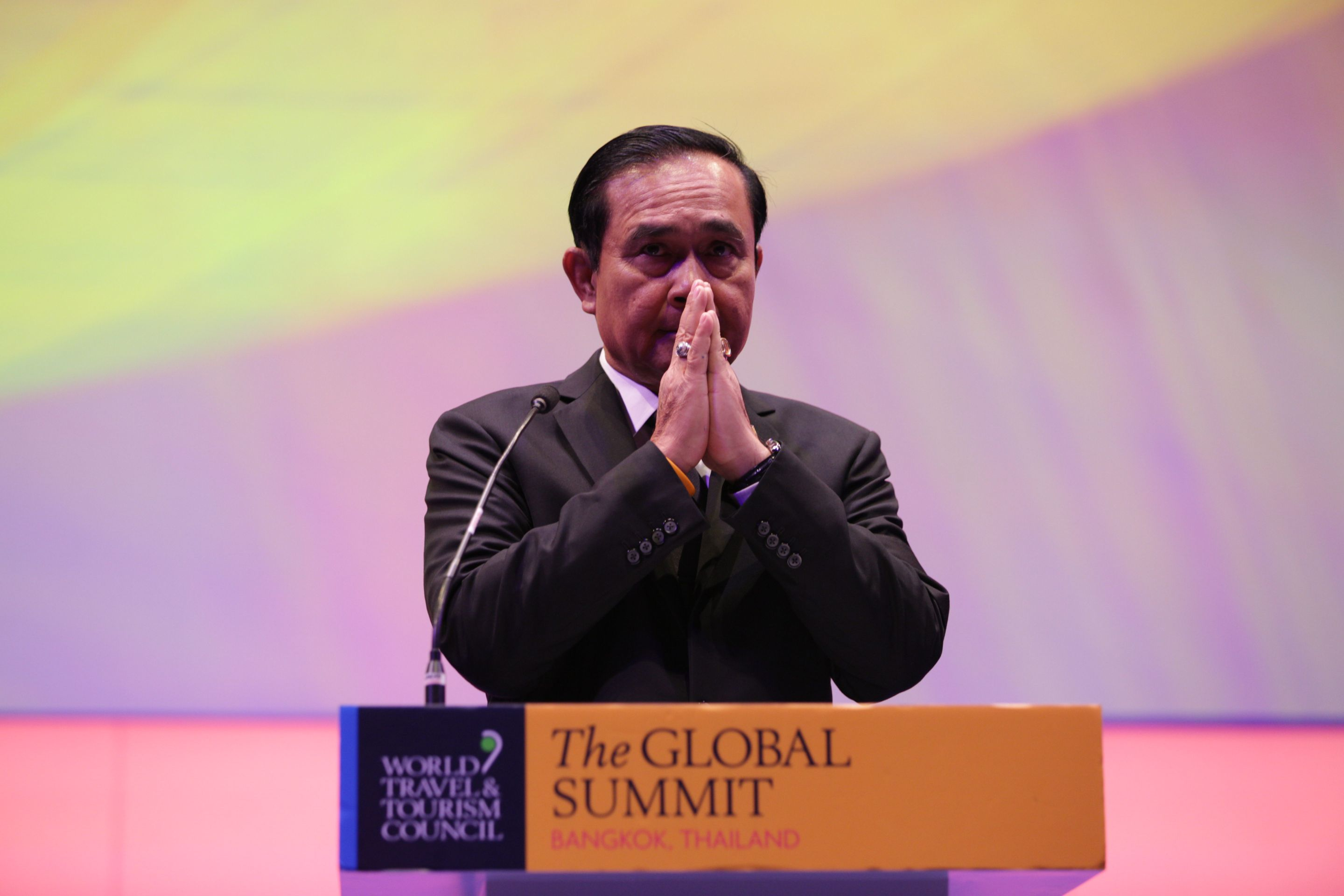
巴育于2017年WTTC全球峰会

### 经济政策
巴育表示泰国经济衰退与他的政府无关，而是与世界经济状况有关。他阐述道他通过支援农民和鼓励泰国行业用低价生产高质量产品的方法来努力实现将泰国发展为大经济体的目标。在一次泰国工业联盟前的演讲里，巴育表示支援农民、使中国进口更多泰产橡皮、完成碳酸钾采集计划来减少化肥使用的途径能够来早日实现他的目标。他同时也请制造商们减少在包装上的花费，尤其是“精美的包装”。

### 人口贩卖
在他于2015年3月27日发表的演讲上，他集中强调了泰国渔业与强迫性劳工的关联。巴育表明他的政府已将对抗人口贩卖与抑制毒品提升至了国家事务的最高点，说这两个问题已长期地污化了国家形象。他责难了恶化的人口贩卖现象---尤其是渔业，批评了以前的政府的不作为及忽视。巴育誓言若渔业经营者被发现有违法或虐待工人的行为，将会使他们失业，因为他们的行为会毁坏泰国每年出口值无数泰铢的渔业。泰国正面临被禁卖渔产品的国际禁令。这些禁令或许会波及到如米饭或橡皮等泰国出口商品。他说：“一定会让这些行违法之事的人们后悔。他们做这些事情已经很久，很多年了，而过去的政府从未有能力去处理。”

### 国家影响力之佛教
在巴育上任后，泰国佛教明显被加深了控制力度。2014年泰国军事政变之后，全国维持和平秩序委员会组成国家重组委员会，这包括了由泰国前参议员Paiboon Nititawan和前僧侣Mano Laohavanich领导的宗教委员会。重组的声浪由巴育的一名亲信---僧侣活动家Phra Buddha Issara主导，他因引导曼谷暴力抗议走向军事政变而闻名。
巴育政府加强了国家对泰国宗教的影响力。近期，巴育提出要求寺庙向公众开放经济状况并要求僧侣们持有智能卡来方便确认他们的法律和宗教背景。军部的新宪法也表示泰国政府会直接支持上座部佛教。
在2016年，巴育通过拒绝提名泰国僧王来延期僧伽最高委员会的决定，直到一条规定泰国政府可绕开僧伽最高委员会而直接任命泰国僧王的法律出现。
在2017年，巴育通过44号协议用泰国特别调查局（DSI）官员取代了国家佛教机关。然而，在2017年8月，该官员因被抗议为污损僧侣形象的改革而被巴育调职。Phra Buddha Issara认为军政府轻易就在压力面前退缩。
2018年5月，在镇压完政变周年日的抗议活动之后，全国维持和平与秩序委员会同时在四个寺庙中采用雷达系统以逮捕数名僧侣。令官员们感到惊讶的是，被捕的其中一名僧侣就是Phra Buddha Issara。这位右翼立场的僧侣被指控多条罪名，如2014年的所谓抢劫和耽搁官员，但最为严重的指控还是2017年的非法使用皇家印章。警方并没有解释为何因一些早在4年前的指控将他逮捕，一位活动家表示他相信这是来自一位神秘人物的命令。促使全国维持和平与秩序委员会加紧对佛教控制的前参议员Paiboon同样表达了他对此事件的惊讶。所有被捕的僧侣都被立刻解除僧职，且在未被审判的情况下被非法扣留。

### 二度当选总理

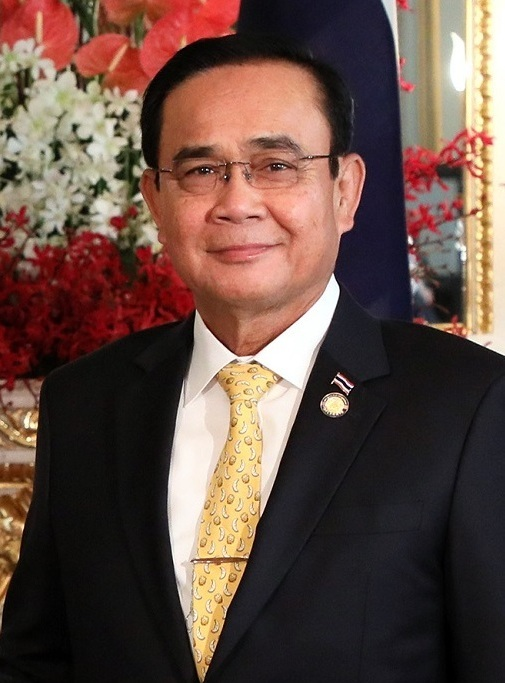
2019年的帕拉育

2018年10月28日，在2017年泰國憲法下，首相是由泰国参议院需由全国维持和平秩序委员会指名并和泰國眾議院一道选出。 政党可以提名任何人代表他们党参选，包括无党籍人士。许多人认为巴育计划从亲军部政党人民國家力量黨的250名参议员与国会议员中得到选票。
2018年11月1日，泰国副总理颂吉·乍杜西比达在一场福布斯会议上表示他认为下任首相会和巴育相似。
2018年11月28日，巴育表达过他想要在大选後继续担任首相职位。由于他并不属于任何政党，舆论认为巴育会借助新宪法中做修改的点来让自己连任。
2019年1月下旬，巴育内阁的4位成员辞职投入人民國家力量黨工作。之後，人民國家力量黨宣布了该党的首相提名候選人人中包括巴育。
2019年6月5日，巴育所控制的人民國家力量黨在眾議院選舉中获得115席，成为第二大党。通过与小党合作在泰国国会两院共同举行的首相指名选举中获得500票，被选为泰国首相。

### 被暫停總理職務
2022年8月22日，泰國反對派171名議員之前向憲法法院提交聯署釋憲案，要求法院裁定是否終止總理巴育的任期。
根據《泰國憲法》，總理的任期前後累計不得超過8年，無論是連續擔任或否。反對派認為，巴育的任期會在2022年8月24日到期，因他是在2014年5月22日發動政變，並在2014年8月24日根據臨時憲法就任總理一職。泰國憲法法院法官若宣布受理案件，可以暫停巴育的職務。
巴育的支持者則宣稱，他是從2017年，即軍方起草的現行憲法實施之日，或者從他2019年贏得選舉開始擔任總理之後才開始計算。
8月24日，泰國憲法法院受理，以5票贊成、4票反對，通過下令暫停巴育的總理職務，直至有關其任期的訴訟有結果為止。期間由副總理巴威·翁素万代理總理職務，巴育則繼續以國防部長身份在國防部辦公。
9月30日，泰国宪法法院就巴育的总理任期一案作出判決，裁定其任期應從2017年軍方頒布的憲法正式實行時開始計算，故並未超過總理法定任職8年的最長期限，他将继续担任总理。

### 參選2023年大選及退出政壇
2023年1月10日，巴育正式加入新成立的統一泰國建國黨。他所屬的政黨於2023年泰國眾議院選舉票數遠較前進黨和為泰黨少，未能組建聯合政府。
2023年7月11日，巴育宣布退出政壇及退出其所屬的統一泰國建國黨，並將繼續擔任看守首相，直至新政府成立。
2023年8月22日，泰国国会举行第三次总理选举，选举赛塔·他威信为泰国总理，巴育正式卸任首相。8月24日，賽塔與巴育會面，就國家局勢以及未來施政方針交換意見，是泰國歷來首次新當選的總理和即將卸任總理的會面。

## 卸任總理後

### 樞密院議員
2023年11月29日，泰國國王拉馬十世宣布任命帕拉育為泰國樞密院議員，並在同年12月3日生效。

## 争议

### 人权批评
巴育被描述为一个偏执狂和变化无常的獨裁者。《卫报》曾指：“他用主导了政治镇压、表现不佳的经济状况，通过军事控制主导编成了缺乏民意的宪法，并增加了贫穷的南部的穆斯林群体所受到的暴力。”
2016年11月2日，非政府组织「无国界记者」把巴育列入“新闻自由掠夺者”名单。
2021年1月13日，人权观察公布的《2021年世界人权报告》指出，泰国对公民和政治权利（尤其是言论自由）施加了限制。由巴育领导的军政府在2020年以政治动机为由解散了主要的反对党，并以Covid-19大流行为理由，在全国范围内实施了紧急状态，在2020－2021年泰国示威期间任意逮捕了民主活动家，并滥用Covid-19紧急措施以压制言论自由和媒体自由，作为其扩大其镇压政策的借口。政府也未能履行确保人权维护者能够在安全和有利的环境中开展工作的义务。

### “穿比基尼不安全”论
2014年9月17日，在两名英国观光客于閣道島被害之后，巴育发表电视讲话时称：“的确是有观光的安全隐患……观光客们认为我们的国家美丽而安全，因此就可以为所欲为，她们穿着比基尼到处走……穿着比基尼的她们能安全吗…除非她们其貌不扬？”该言论引发国际社会的不满。
9月18日，巴育对记者说道：“如果我的言论引来了任何反感，我表示道歉。我只是想警告游客，我们的传统不一样，他们必须保持警觉。”

### 访问批评
巴育素以随性回答媒体提问而闻名，但也时常抨击记者而引发争议。
2014年11月21日，巴育在一场访问过程中，被问及他是否害怕反对军政府的抗议时，一边摸着一名跪着的记者的头，之后又一边用手狂搓记者的耳朵，引起舆论非议。因为在泰国文化中，头部是一个神圣的空间，被陌生人碰到会被认为是不礼貌。泰国军政府发言人表示「这很正常」 「这是一种非常友好的姿态，是表达个人情感的一种方式」。该视频也被放上Facebook和YouTube上，获得许多网民点击，并讥讽巴育的动作像对待宠物和批评军政府称五月政变是为泰国带来幸福的观点。之后12月24日，巴育被要求多次面对照相机感到恼火之后，向摄影师的头部扔了一根香蕉皮。
2018年1月8日，巴育在总理府的一场访问中，为了回避媒体的提问，他摆出一个自己的人形立牌，并向记者表示，「如果谁想拍照或询问关于冲突的政治问题，就问它吧」，以代替自己面对提问的记者，然后直接离开现场返回办公室，引起观看视频的民众讽刺他的轻佻态度。
2021年3月9日，巴育在主持记者会上，被现场媒体追问其3名内阁成员因7年前的抗议活动而被判刑，内阁空缺是否已有潜在人选时，巴育激怒地当场拿起一罐消毒用的酒精喷雾朝坐在第一排的记者狂喷，然后一只手拿着口罩挡住自己的脸快步离开记者会现场。该举动被各大媒体争相报道，并引发热议。3天后，巴育为此公开道歉，并说本身不是有意的，平常也经常像这样与媒体打交道。不过以后他不会再这样做了，会遵守规则秩序。

### 呵叻枪击案现场比心引争议
2020年2月8日，泰国呵叻府发生枪击案后，巴育亲赴现场慰问伤员并鼓励当地民众，但巴育在现场比出Miniheart的行为却让泰国网友十分不满并将巴育送上推特热搜。2月9日，巴育在个人脸书发文，就此事作出解释。
巴育表示：“我和所有泰国人民一样，都为此次呵叻枪击案深表遗憾和痛心，我也希望和所有人民一起向逝者致以最深切的哀悼。我赶到现场是希望能给大家加油打气，可能我的举动让大家产生了误解和不适，但请大家相信我是真的为此次事件感到遗憾和痛心，也是真心希望能安慰到大家，我也相信泰国人民定能一起度过这个艰难的时期”。

### 违反防疫规定
2021年4月26日，巴育在首相府主持召开关于采购和分配新冠疫苗的会议期间摘下了口罩，其行为违反了《传染病法》的相关规定，被罚款6,000泰铢。

## 个人观点
- 2014年9月17日，在两名英国观光客于閣道島被害之后，巴育表示：“的确是有观光的安全隐患…观光客们认为我们的国家美丽而安全，因此就可以为所欲为，她们穿着比基尼到处走…穿着比基尼的她们能安全吗…除非她们其貌不扬？”[88]他之后在电视演讲中表示他的言论的确什么尖锐但只是想要提醒观光客注意安全而已，他也表达了对遗族的同情，并道歉[78]。
- 巴育告诫媒体不要在未充分考虑国家出口产物和声誉的情况之下报道人口贩卖之事。“请不要扩散这些新闻，媒体应要考虑这些新闻会给国家带来多大的影响”，他说，“这会引起许多问题，并影响国家安全…如果这些新闻被扩散，这会引起人口贩卖和IUU（非法、不报道、不管制渔业）问题。”[89]
- 在2015年3月5日的国家媒体日演说上，巴育催促记者“不仅仅报导真相”。“今朝有人跟我讲媒体需要保持中立，但我认为这样不好…首先媒体应该报导事实，其次他们应该支持政府的努力，第三他们应要帮忙减少社会矛盾并让人们理解政府的政策。如果媒体一直重复说‘这个好，那个不好’，我们的国家又怎么会安定呢？”随后他祝记者开心并希望他们做“好记者、高质量记者、讨人喜欢的记者”。[90]
- 巴育承诺使用44号协议向国际民航组织（ICAO）提出泰国航运未能达到ICAO的安全标准，他讲这归咎于工作人员的问题，说泰国民航部（DCA）只有13名安全检测员，[91]而DCA的雇员共有1514名。[92]
- 2015年6月8日，在曼谷召开的反腐活动上，巴育发誓要消除腐败并修复遭到污损的国家形象。在回答媒体提问时，他说：“别想愚弄我并装作知道一切。‘因为我们是个民主…’”“你们知道吗？今日我是规则的制定者。之前的政府不能做到这点。但今日，我制定了规则，你们都必须遵守它。”[93]
- 在与海外泰裔群体谈话时，巴育说：“...很多群体尝试将我们的君主与其他国家的君主相比。这是无法做到的，因为我们的君主制有着长远的历史。我们的君主就像是神灵。我们的君主与其他任何实体无关。他逾越于一切争议之上。当他被侮辱时，我们需要动用类似于诽谤罪的刑法第112条，因为当我们被侮辱时，我们可以提告，但如果是国王被侮辱，王室无法控告对方。这是因为我们国王与其他任何实体无关，他在宪法之下，在政府为保护他而建的法之下。可人们将这视为人权问题。试问：若有人侮辱你父亲，你会退缩吗？我们不会。但在这种情况之下，他们能够控告。而国王因与他物无关，他无法控告，谁将维护他？泰国国民要承担此重任。任何不懂得这道理的人都不是泰国人民。这些人很糟糕。这是敏感话题。我想要让观众来解释泰国国王与他国君主的不同。”[94]

## 個人生活
巴育的小名是「ㄉㄨ◌̌」（皇家轉寫：Tu），在媒體通常稱他「ㄉㄨ◌̌叔叔」（皇家轉寫：Lung Tu），他的反對者通常欺負稱呼「ㄉㄨㄅ◌̌」（字意：小狗）。巴育的妻子娜拉蓬·占奥差曾經為朱拉隆功大学语言学院前副教授。娜拉蓬在 2010 年被选为陆军参谋长起。她在媒体采访承認說要丈夫在媒體要更冷靜一點，此外，她也說要所有丈夫隱私家事如衣服、化妆和剪髮都是她的責任，又說巴育喜歡「英格蘭風格」。他們有雙胞胎女兒。
巴育公开表示他頻繁咨询算命先生 Warin Buawiratlert，算命家说寻求建议没有坏处。在他担任首相初期发烧和疼痛时，他将自己的病痛归咎于政敌施放的咒语，并用圣水与疾病作斗争。据曼谷郵報报道，巴育有一套幸运戒指，每一種活動都循環使用，他还要喜歡戴了一个象毛手镯来避厄运。他鼓勵人家穿皇家正式風格服。
在COVID-19大流行期间，巴育因在2021年4月的COVID-19疫苗接种会议上未戴口罩而被罚款6,000泰铢。作为总理，巴育每月的薪水为 75,900 泰铢，外加每月 50,000 泰铢的职位津贴，他没有担任国防部长的薪水。
他的母語是首都泰語，在2019年政治運動，巴育在泰國東北部，不講東北泰語，所有的活動均講自己的方言。